# Боровське міське поселення
Боровське́ міське поселення (рос. Боровское сельское поселение) — муніципальне утворення у складі Ухтинського міського округу Республіки Комі, Росія. Адміністративний центр — селище міського типу Боровий.

## Населення
Населення — 1643 особи (2010; 2088 у 2002, 3129 у 1989).

## Склад
До складу поселення входять такі населені пункти:
| Населений пункт               | Населення, осіб (1989) | Населення, осіб (2002) | Населення, осіб (2010) |
| ----------------------------- | ---------------------- | ---------------------- | ---------------------- |
| Боровий, селище міського типу | 2635                   | 1916                   | 1560                   |
| Тобись, селище                | 494                    | 172                    | 83                     |